# Velem
Velem (németül: Sankt Veit) község Vas vármegyében, a Kőszegi járásban.

## Fekvése

A Kőszegi-hegység térképe

Velem község Magyarország nyugati határán a Kőszegi-hegység lábánál fekszik, Kőszeg városától 8 km-re. Északkeletre Cák, délkeletre Kőszegszerdahely, délre Bozsok, nyugatra pedig az osztrák határ szegélyezi. A település az Írottkő Natúrpark része.

## Története
A község és környéke lakott volt már az újkőkorszakban is. A tárgyi emlékek legjelentősebb lelőhelye a község feletti 582 méter magas Szent Vid-hegy.
Itt egy, az i. e. 13-11. század idején kialakult, őskori erődített telep maradványait tárták fel, amely a hegyek alján futó kereskedelmi utat felügyelte. A közelben talált réznek és antimonnak köszönhetően kiemelkedő jelentőségű fémfeldolgozó és fémműves telep alakult ki az erődítmény aljában.
A kemencéket és műhelyeket 1896-ban Miske Kálmán kezdte feltárni. Az 1929-ig tartó ásatások egyik leglátványosabb eredménye egy arany diadém volt, amelynek kora i. e. 11-9. századira tehető. Az ásatásokat 1973-tól folytatták a Savaria Múzeum munkatársai. Ekkor a fellegvár mellett a hegy keleti és déli oldalában található teraszokon elhelyezkedő lakóépületek feltárására is sor került.
1979-ben az egyik teraszon újjáépítettek több épületet, amely néhány évig őskori szabadtéri múzeumként működött, de a felújításuk elmaradt, tönkrementek. A római korból domborműves kőemlék, érmék, ruhatűző tűk (fibulák) és agyagedények kerültek elő. Ezen kívül a népvándorlás korból avar temető nyomaira is bukkantak a hegy oldalában.
Az Árpád-korban is erődített helyként szolgált, de egyes vélemények szerint vára Karoling eredetű. Első magyar említése a 13. századból való, már Szent Vid néven. Ez a vár a hozzá tartozó faluval együtt a Németújváriak birtoka volt. A 13. században a várat többször megostromolták. 1289-ben Albrecht herceg elfoglalta. A Hainburgban 1291-ben megkötött békeszerződés szerint több nyugati várat leromboltak, amelynek áldozatul esett az itteni vár is. A várról azonban fennmaradt, hogy még a 15. században is javították, és Jurisics Miklós védi a kőszegivel együtt.
A hegyen található Szent Vid-templomot, amelynek tornyában 13. századi kerített lőréses alapokat találtak, már a 17. század végén jelzik a források. Egyhajós barokk épületét 1859-ben építették át. Korábban a környék jelentős búcsújáró helye volt. A község nevét először a rohonci vár részeként, egy birtokfelosztás kapcsán írták le, Welyen (1279) alakban. Az 1400-as évektől története a rohonci uradalomhoz kapcsolódik.
A 16. századtól Batthyány birtokok vannak a községben. Az 1630-ból származó megállapodás tartalmazza a szőlő művelésének kötelezettségét is.
A két világháború közötti időszakban felfedezték természeti értékeit, idegenforgalma fellendült. A 30-as években strandot adtak át. 1938-ban Szombathely városa emeletes gyermeküdülőt építtetett és dr. Ujváry Ede polgármester ösztönzésére több szombathelyi család épített hétvégi házat a községben. Ugyanezen évben Pavetits Ede kőszegi polgári iskolai tanár ajándék telkén adták át a Garaboncia Üdülőtelepet, a Szent Vid-templom alatti platón. 1944-45-ben, a világháború utolsó hónapjaiban, a menekülő Szálasi-kormány rendezkedett be a községben. A Stirling-villában helyezték el a miniszterelnökséget, őrizték a Szent Koronát 1944. december 29. és 1945. március 19. között. Emlékhelye ma is megtekinthető. 1944. december 24-én pedig itt tartották az utolsó országgyűlést. A Stirling-villa és környéke ma népművészeti alkotótelep.
A hetvenes években hosszabbították meg az Országos Kéktúra útvonalát Sümegtől Velemig. Ettől fogva hosszú ideig a község volt a kéktúra egyik végpontja. Ma már az Írott-kő vette át ezt a szerepet.
Másfél napos özönvízszerű esőzést követően 2009. június 24-én a település utcáit elöntötte a Kőszegi-hegységből lezúduló árvíz, elsodorva számos hidat és utat.
A falu 2022. júniusában új utcával bővült, amely az utolsó éveit Velemben töltő színésznő, Törőcsik Mari nevét viseli.

## Közélete

### Polgármesterei
- 1990–1994: Horváth Miklós (független)[5]
- 1994–1998: Horváth Miklós (független)[6]
- 1998–2002: Horváth Miklós (független)[7]
- 2002–2006: Horváth Miklós (független)[8]
- 2006–2010: Horváth Miklós (független)[9]
- 2010–2013: Horváth Miklós (független)[10]
- 2014–2014: Ifj. Kern István (KDNP)[11]
- 2014–2019: Szél Józsefné (független)[12]
- 2019–2024: Bakos László (független)[13]
- 2024– : Bakos László (független)[1]

A településen 2014. március 9-én időközi polgármester-választást (és képviselő-testületi választást) tartottak, az előző képviselő-testület önfeloszlatása miatt. A faluvezetői posztért meglehetősen sok, összesen hat aspiráns indult, de a hivatalban lévő polgármester nem jelöltette magát.
A települési önkormányzat képviselő-testületét a 2019–2024-es választási ciklusban Bakos László polgármester mellett Szabó Zoltán alpolgármester, valamint ifj. Kern István, Molnár Adrienn és Pálffy György Csaba képviselők alkotják.

## Népesség
A település népességének változása:
| Lakosok száma | 337  | 331  | 337  | 370  | 378  | 373  | 383  |
|               | 2013 | 2014 | 2015 | 2021 | 2022 | 2023 | 2024 |

A 2011-es népszámlálás során a lakosok 87,4%-a magyarnak, 2,8% németnek, 0,6% horvátnak, 0,3% szlovénnek, 0,3% románnak mondta magát (11,7% nem nyilatkozott; a kettős identitások miatt a végösszeg nagyobb lehet 100%-nál). A vallási megoszlás a következő volt: római katolikus 68,3%, református 1,5%, evangélikus 1,2%, görögkatolikus 0,6%, felekezet nélküli 4,3% (24% nem nyilatkozott).
2022-ben a lakosság 88,6%-a vallotta magát magyarnak, 1,6% németnek, 0,3% cigánynak, 0,3% görögnek, 1,9% egyéb, nem hazai nemzetiségűnek (10,8% nem nyilatkozott; a kettős identitások miatt a végösszeg nagyobb lehet 100%-nál). Vallásuk szerint 49,2% volt római katolikus, 5,8% evangélikus, 3,2% református, 0,3% görög katolikus, 0,3% egyéb keresztény, 6,1% felekezeten kívüli (34,7% nem válaszolt).

## Nevezetességei
A műemlék malomépület Kőszegszerdahely házaival határos. A kétkerekes malmot az 1568-as összeírás említi először. Egykoron 4 malom működött a Szerdahelyi-patak mentén, közülük csak ez az egy maradt fenn. Az utolsó molnárfamília, a Schulterek – akikről a nevét is kapta – Felsőőrről költöztek ide és 1769-től ők voltak a tulajdonosok. 1870 és 1900 között nem működött. A hagyomány szerint Savanyú Jóska (1845–1907), a híres bakonyi betyár is menedékre talált itt egy alkalommal. A régi malom boronafalú, zsúptetős volt két vízikerékkel, amelyet 1913-ban lebontottak. A ma látható épület Velem, Szerdahely összefogásával épült, 1919-ben egy emelettel bővítették. 1951-ben államosították, de csak néhány évig működött. Bezárása után először teljesen fel akarták számolni, de 1965-ben műemléki védettség alá helyezték, majd 1980-ban helyreállították és múzeummá alakították. A malom ma is teljesen üzemképes.
- Szent Vid Kápolna

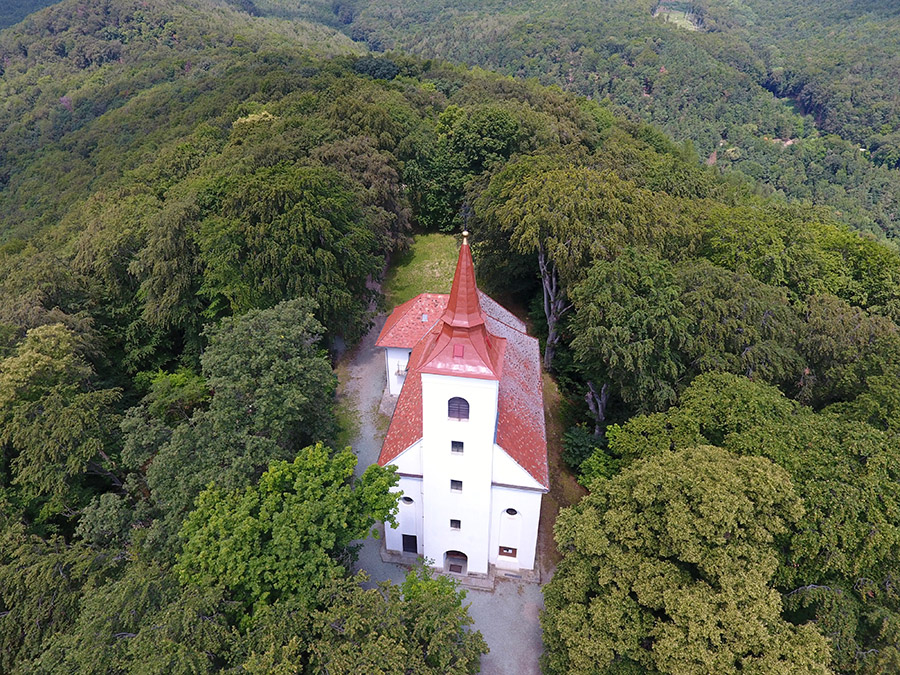
Velem, Szent Vid Kápolna – légi fotó

- Stirling-villa, ma alkotóház a Vas vármegyei Önkormányzat fenntartásában
- Gesztenyeünnep: minden évben megrendezett, többezres tömeget megmozgató kétnapos gasztronómiai fesztivált kulturális programokkal és kézművesek vásárával.[18]

100 ÉVES A VELEMI PÁLINKAFŐZDE
A pálinkafőzdét Iványi Dezső velemi tanító kezdeményezésére 1913-ban építették. Az első főzet az 1914 évi gyümölcs-termésből csepegett le az akkori rézcsöveken. Az alapítás tényét sajnos okirat nem őrizte meg, viszont az akkor Pozsonyban székelő Honvédelmi Parancsnokság a pálinkafőzdék és cukorgyárak összeírására adott utasításra 1915 januárjában már működő pálinkafőzdeként tüntette fel a velemit a Vármegye. Az összeírás célja az volt, hogy az I. világháborúban a fronton harcoló katonákat pálinkával és cukorral el tudják látni.
Érdekesség: 1915-ben Vas vármegyében 513 pálinkafőzde és 25 cukorgyár működött. Jelenleg kb. országos viszonylatban működik ennyi pálinkafőzde és 1 db cukorgyár.
Az épület, melyben a működését megkezdte a pálinkafőzde, – ugyanazon a telken ahol most is található – az úttal párhuzamosan egy kovácsműhely és a tűzoltó-szerház mellett állt. A jelenlegi épületbe 1951-ben került áthelyezésre, amely eredeti funkcióját tekintve addig községházaként szolgálta a helyi lakosságot.
Érdekesség: a pálinkafőzde történetében, hogy megalapításától fogva – az államosítás ideje alatt, majd az azt követő időszakban is – megmaradt a község tulajdonában és a főzőmesterek mindig helybéli lakosok voltak.
A helyi domborzati adottságából eredően a hűtési technológiája is a legősibb módon a hegyi források által táplált a falut átszelő patak vizével került kialakításra. Így a téli időszakban 13 0C, a melegebb nyári napokban 24 0C körüli hőmérsékleten folyik le a friss gyümölcspálinka.
A szubalpin klímán érlelt kiváló minőségű hagyományos és erdei gyümölcsök miatt, valamint a tökéletes hűtésnek köszönhetően az itt előállított pálinkának mindig is komoly rangja volt a kisüsti pálinkák között.
A pálinkafőzde a jelenlegi üzemeltetőjének és családjának köszönhetően 2012-ben teljesen megújult azonban a főzési technológia továbbra is tradicionális.
A centenárium emlékére 2015-ben a Magyar Pálinka Lovagrend emléktáblát helyezett el a pálinkafőzde falán.

## Híres emberek
- Báró Miske Kálmán, a Szent Vid-hegyet feltáró kőszegi régész. Érdeme, hogy saját költségén végzett feltárásokban a vagyonát elvesztette, de világhírt nyert érte cserébe. Munkáját későbbiekben állami források bevonásával folytatta. 1973-tól a Savaria Múzeum végzett újabb feltárást. A korábbi régészeti terület mára lepusztult, kevéssé kivehető az emlékek nyoma.
- A településen több évig élt Pilinszky János költő is.
- A településen élt Törőcsik Mari színművésznő, a Nemzet Színésze és egyben a település díszpolgára, illetve itt élt férje, Maár Gyula Kossuth-díjas filmrendező is.
- 1991-ben díszpolgári címet kapott dr. Habsburg Ottó főherceg.

## Képek

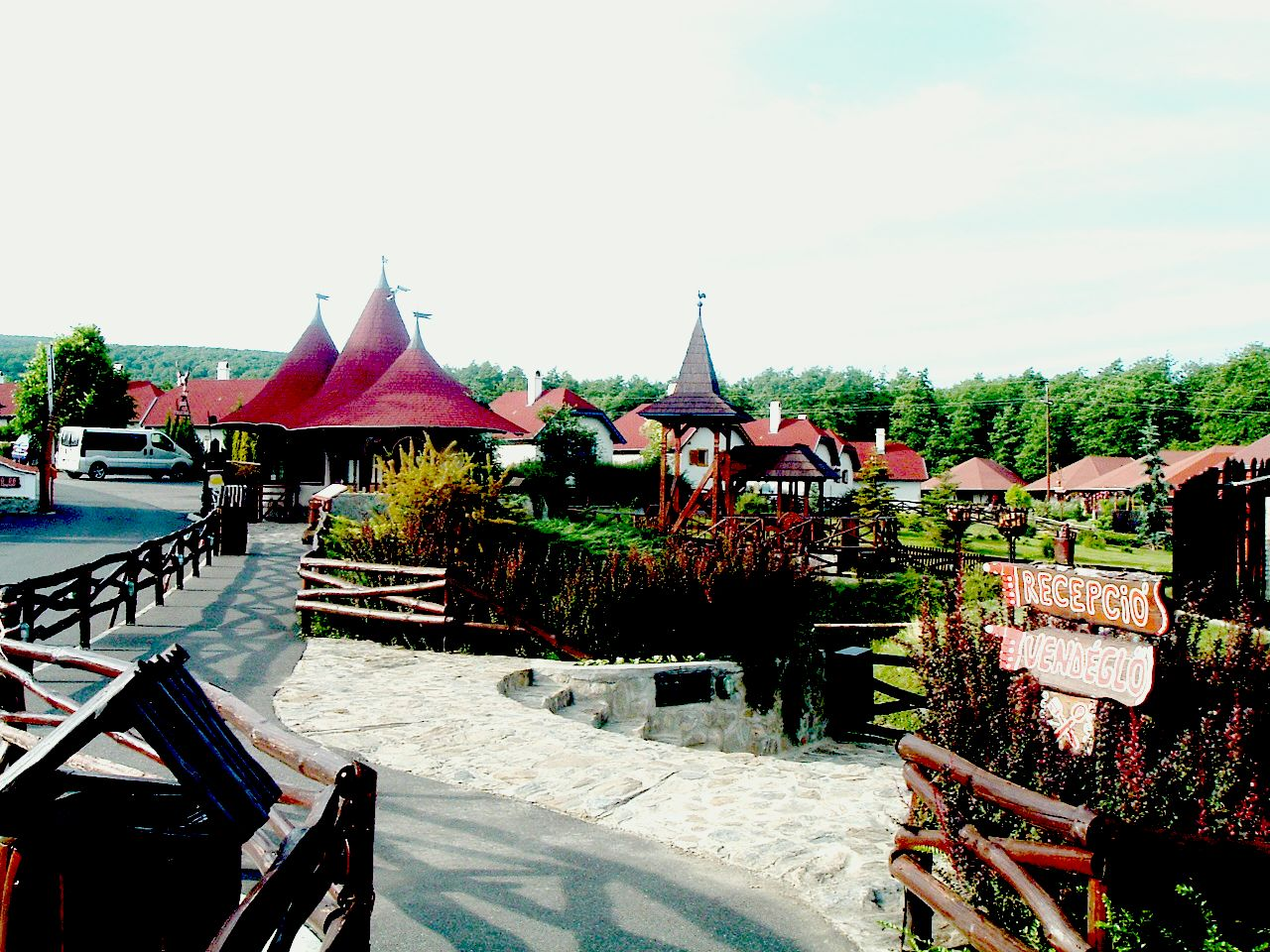
Novákfalva üdülőtelep
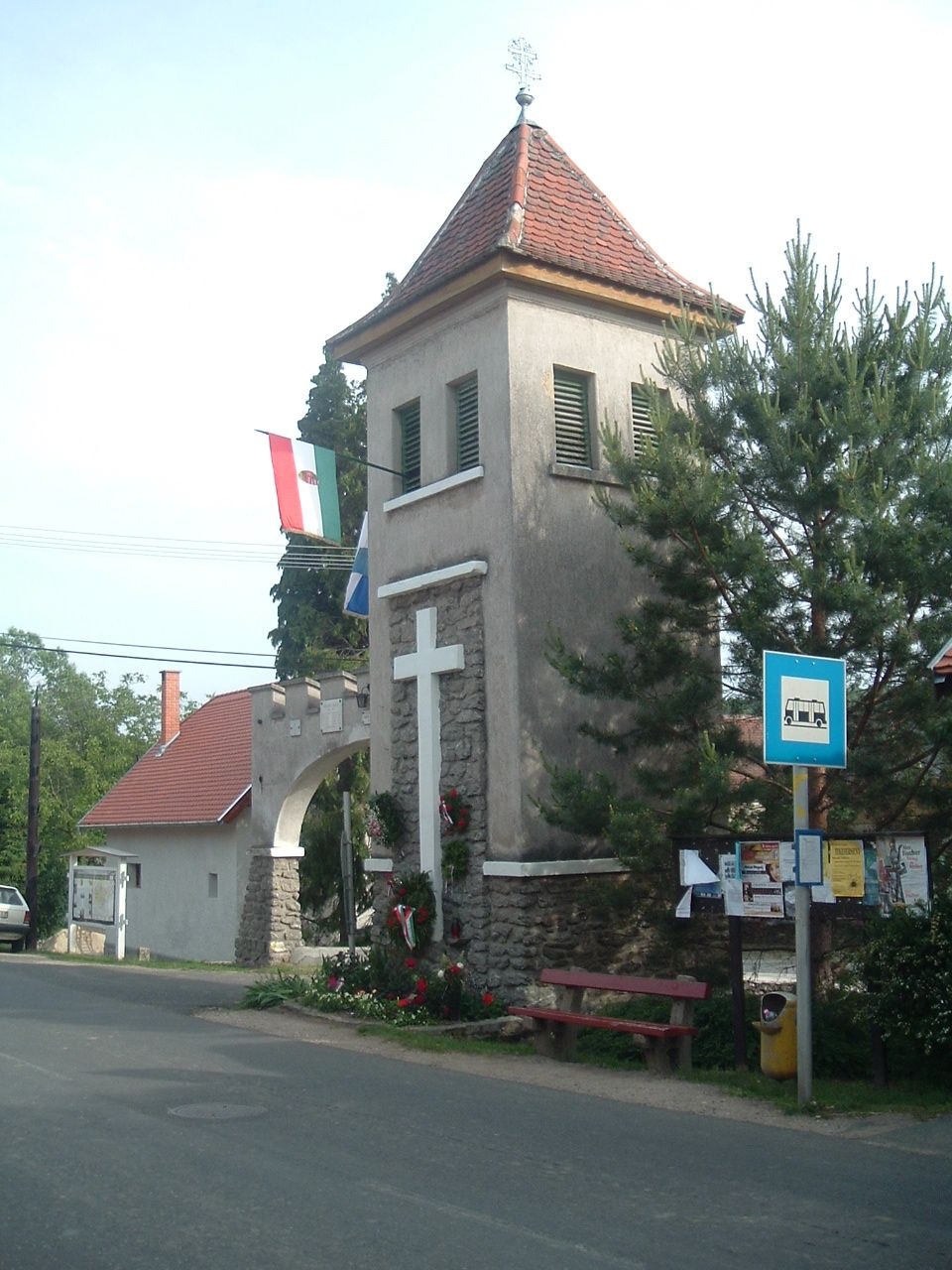
A hősök kapuja
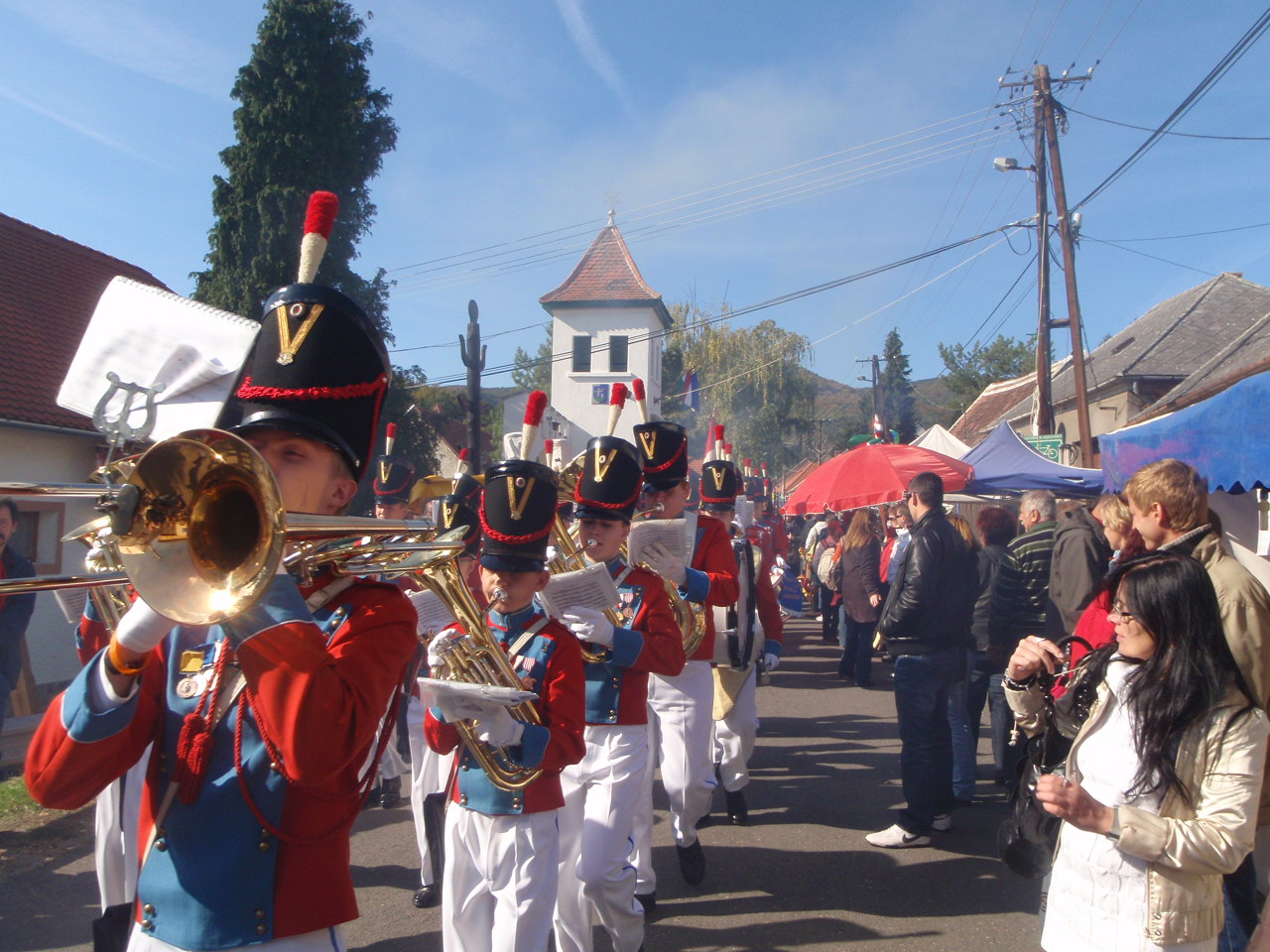
Forgatag a gesztenyeünnepen
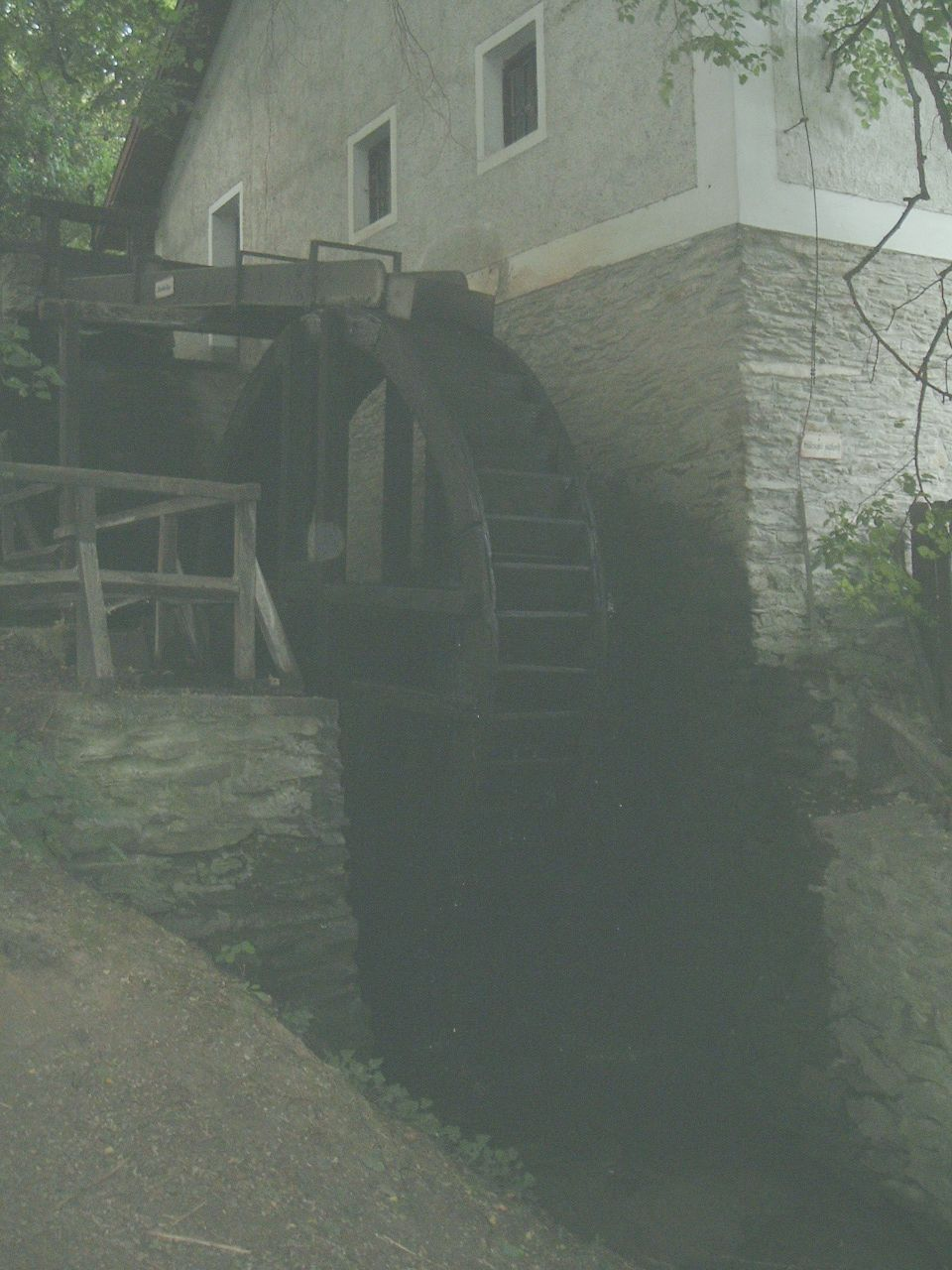
A műemlék vízimalom